# Geneseo (Illinois)
Geneseo es una ciudad ubicada en el condado de Henry en el estado estadounidense de Illinois. En el Censo de 2010 tenía una población de 6586 habitantes y una densidad poblacional de 578,71 personas por km².

## Geografía
Geneseo se encuentra ubicada en las coordenadas 41°27′00″N 90°9′13″O / 41.45000, -90.15361. Según la Oficina del Censo de los Estados Unidos, Geneseo tiene una superficie total de 11.38 km², de la cual 11.36 km² corresponden a tierra firme y (0.18%) 0.02 km² es agua.

## Demografía
Según el censo de 2010, había 6586 personas residiendo en Geneseo. La densidad de población era de 578,71 hab./km². De los 6586 habitantes, Geneseo estaba compuesto por el 97.75% blancos, el 0.26% eran afroamericanos, el 0.21% eran amerindios, el 0.39% eran asiáticos, el 0% eran isleños del Pacífico, el 0.35% eran de otras razas y el 1.03% pertenecían a dos o más razas. Del total de la población el 2.1% eran hispanos o latinos de cualquier raza.